# Internet Engineering Steering Group
Internet Engineering Steering Group（IESG，インターネット技術運営委員会）は、インターネット技術特別調査委員会の代表者と以下の各分野の理事から構成される組織である。
- 応用分野 (app)
- インターネット分野 (int)
- 運用・管理分野 (ops)
- ルーティング分野 (rtg)
- リアルタイム応用・基盤分野 (rai)
- セキュリティ分野 (sec)
- トランスポート分野 (tsv)

さらに、以下の各関連組織との連絡係（兼任者）を含む:
- IAB 代表者と連絡係
- IETF 理事
- IANA
- RFC 編集者

インターネット標準規格の最終技術審査を行うと同時に、IETFの日々の管理を行う。IETFの作業部会からの提案を受け、それをインターネット標準として文書化するかどうかの決定を行う。

## 現在のメンバー
- IETF 責任者（IESG 責任者、総合分野理事も兼任）
  - Brian Carpenter、IBM スイス

- 応用分野 (app) 
  - Lisa Dusseault、Open Source Applications Foundation
  - Ted Hardie、クアルコム

- インターネット分野 (int) 
  - Mark Townsley、シスコシステムズ
  - Jari Arkko、エリクソン

- 運用・管理分野 (ops) 
  - David Kessens、ノキア
  - Dan Romascanu、アバイア

- リアルタイム応用・基盤分野 (rai)
  - Cullen Jennings、シスコシステムズ
  - Jon Peterson、NeuStar

- ルーティング分野 (rtg) 
  - Bill Fenner、AT&T
  - Ross Callon、ジュニパーネットワークス

- セキュリティ分野 (sec) 
  - Sam Hartman、MIT
  - Russ Housley、Vigil Security

- トランスポート分野 (tsv) 
  - Lars Eggert、NEC Network Laboratories
  - Magnus Westerlund、エリクソン

- 関連組織連絡メンバー
  - Leslie Daigle、シスコシステムズ - IAB 責任者
  - Barbara Fuller、NeuStar Secretariat Services - IETF 理事
  - Michelle Cotton、Internet Assigned Numbers Authority
  - Sandy Ginoza、USC/ISI - RFC編集者
  - Dave Meyer、シスコシステムズ/オレゴン大学 - IAB

## 脚註